# Лауреати Державної премії України в галузі науки і техніки (2010)
Державна премія України в галузі науки і техніки — лауреати 2010 року.
На підставі подання Комітету з Державних премій України в галузі науки і техніки Президент України В. Ф. Янукович видав Указ № 594/2011 від 20 травня 2011 року «Про присудження Державних премій України в галузі науки і техніки 2010 року».
На 2010 рік розмір Державної премії України в галузі науки і техніки склав 180 000 гривень кожна.

## Лауреати Державної премії України в галузі науки і техніки 2010 року
| Премійована робота | Лауреати | Коротко про лауреата |
| --- | --- | --- |
| за створення та впровадження в експлуатацію сімейства цивільних важких транспортних літаків Ан-124-100М, Ан-124-100-150, Ан-124-100М-150                                                         | Двейрін Олександр Захарович                                                                                              | головний конструктор державного підприємства «Антонов» |
| за створення та впровадження в експлуатацію сімейства цивільних важких транспортних літаків Ан-124-100М, Ан-124-100-150, Ан-124-100М-150                                                         | Рудюк Григорій Іванович                                                                                                  | кандидат технічних наук, головний конструктор державного підприємства «Антонов» |
| за створення та впровадження в експлуатацію сімейства цивільних важких транспортних літаків Ан-124-100М, Ан-124-100-150, Ан-124-100М-150                                                         | Панченко Олександр Миколайович                                                                                           | заступник генерального директора — начальник виробництва державного підприємства «Антонов» |
| за створення та впровадження в експлуатацію сімейства цивільних важких транспортних літаків Ан-124-100М, Ан-124-100-150, Ан-124-100М-150                                                         | Габрук Геннадій Іванович                                                                                                 | заступник головного конструктора державного підприємства «Антонов» |
| за створення та впровадження в експлуатацію сімейства цивільних важких транспортних літаків Ан-124-100М, Ан-124-100-150, Ан-124-100М-150                                                         | Сурмач Олег Олександрович                                                                                                | заступник головного конструктора державного підприємства «Антонов» |
| за створення та впровадження в експлуатацію сімейства цивільних важких транспортних літаків Ан-124-100М, Ан-124-100-150, Ан-124-100М-150                                                         | Добровольський Микола Кирилович                                                                                          | начальник відділу державного підприємства «Антонов» |
| за створення та впровадження в експлуатацію сімейства цивільних важких транспортних літаків Ан-124-100М, Ан-124-100-150, Ан-124-100М-150                                                         | Лагуткін Олександр Миколайович                                                                                           | начальник відділу державного підприємства «Антонов» |
| за створення та впровадження в експлуатацію сімейства цивільних важких транспортних літаків Ан-124-100М, Ан-124-100-150, Ан-124-100М-150                                                         | Стефанішин Микола Іванович                                                                                               | начальник відділу державного підприємства «Антонов» |
| за створення та впровадження в експлуатацію сімейства цивільних важких транспортних літаків Ан-124-100М, Ан-124-100-150, Ан-124-100М-150                                                         | Єрмохін Іван Григорович                                                                                                  | кандидат технічних наук, провідний конструктор державного підприємства «Антонов» |
| за створення та впровадження в експлуатацію сімейства цивільних важких транспортних літаків Ан-124-100М, Ан-124-100-150, Ан-124-100М-150                                                         | Місан Леонід Григорович                                                                                                  | провідний конструктор державного підприємства «Антонов» |
| за розробку технологій і організацію виробництв йод- і бромвмісних продуктів в Україні | Чергинець Віктор Леонідович                                                                                              | доктор хімічних наук, завідувач відділу Інституту сцинтиляційних матеріалів НАН України |
| за розробку технологій і організацію виробництв йод- і бромвмісних продуктів в Україні | Смирнов Микола Миколайович                                                                                               | кандидат технічних наук, старший науковий співробітник Інституту сцинтиляційних матеріалів НАН України |
| за розробку технологій і організацію виробництв йод- і бромвмісних продуктів в Україні | Бояринцев Андрій Юрійович                                                                                                | завідувач відділу Інституту сцинтиляційних матеріалів НАН України |
| за розробку технологій і організацію виробництв йод- і бромвмісних продуктів в Україні | Мазуренко Євген Андрійович                                                                                               | доктор хімічних наук, завідувач відділу Інституту загальної та неорганічної хімії імені В. І. Вернадського НАН України |
| за розробку технологій і організацію виробництв йод- і бромвмісних продуктів в Україні | Овчінніков Анатолій Інокентійович                                                                                        | кандидат технічних наук, завідувач лабораторії публічного акціонерного товариства "Науково-виробниче об'єднання «Йодобром» |
| за розробку технологій і організацію виробництв йод- і бромвмісних продуктів в Україні | Бальних Валентина Дмитрівна                                                                                              | старший науковий співробітник публічного акціонерного товариства "Науково-виробниче об'єднання «Йодобром» |
| за роботу "Оцінка інженерно-геологічних умов території України (наукової основи сталого господарського використання територій) "                                                                 | Демчишин Михайло Гордійович                                                                                              | доктор технічних наук, завідувач відділу Інституту геологічних наук НАН України |
| за роботу "Оцінка інженерно-геологічних умов території України (наукової основи сталого господарського використання територій) "                                                                 | Кузьменко Едуард Дмитрович                                                                                               | доктор геолого-мінералогічних наук, завідувач кафедри Івано-Франківського національного технічного університету нафти і газу |
| за роботу "Оцінка інженерно-геологічних умов території України (наукової основи сталого господарського використання територій) "                                                                 | Климчук Олександр Борисович                                                                                              | кандидат геологічних наук, директор науково-дослідного центру «Український інститут спелеології і карстології» Міністерства освіти і науки, молоді та спорту України та НАН України |
| за роботу "Оцінка інженерно-геологічних умов території України (наукової основи сталого господарського використання територій) "                                                                 | Фесенко Олексій Валентинович                                                                                             | кандидат геологічних наук, доцент Одеського національного університету імені І. І. Мечникова |
| за роботу "Оцінка інженерно-геологічних умов території України (наукової основи сталого господарського використання територій) "                                                                 | Абрамов Ігор Борисович                                                                                                   | доктор технічних наук, заступник директора державного підприємства «Український державний головний науково-дослідний і виробничий інститут інженерно-технічних та екологічних вишукувань» |
| за роботу "Оцінка інженерно-геологічних умов території України (наукової основи сталого господарського використання територій) "                                                                 | Лущик Анатолій Васильович                                                                                                | доктор геолого-мінералогічних наук, головний науковий співробітник Кримського відділення Українського державного геологорозвідувального інституту |
| за роботу "Оцінка інженерно-геологічних умов території України (наукової основи сталого господарського використання територій) "                                                                 | Величко Володимир Феодосійович                                                                                           | головний інженер державного науково-виробничого підприємства «Державний інформаційний геологічний фонд України» |
| за роботу "Оцінка інженерно-геологічних умов території України (наукової основи сталого господарського використання територій) "                                                                 | Климчук Людмила Миколаївна                                                                                               | завідувач сектору державного науково-виробничого підприємства «Державний інформаційний геологічний фонд України» |
| за роботу "Оцінка інженерно-геологічних умов території України (наукової основи сталого господарського використання територій) "                                                                 | Богатирьова Емма Іванівна                                                                                                | геолог |
| за цикл наукових праць «Розробка та впровадження екологічно безпечних технологій боротьби з бур'янами»                                                                                           | Швартау Віктор Валентинович                                                                                              | член-кореспондент Національної академії наук України, заступник директора Інституту фізіології рослин і генетики НАН України |
| за цикл наукових праць «Розробка та впровадження екологічно безпечних технологій боротьби з бур'янами»                                                                                           | Мордерер Євген Юлійович                                                                                                  | доктор біологічних наук, завідувач відділу Інституту фізіології рослин і генетики НАН України |
| за цикл наукових праць «Розробка та впровадження екологічно безпечних технологій боротьби з бур'янами»                                                                                           | Мережинський Юрій Георгійович                                                                                            | кандидат біологічних наук, провідний науковий співробітник Інституту фізіології рослин і генетики НАН України |
| за цикл наукових праць «Розробка та впровадження екологічно безпечних технологій боротьби з бур'янами»                                                                                           | Омельчук Сергій Тихонович                                                                                                | доктор медичних наук, декан Національного медичного університету імені О. О. Богомольця |
| за цикл наукових праць «Розробка та впровадження екологічно безпечних технологій боротьби з бур'янами»                                                                                           | Клисенко Марта Архипівна                                                                                                 | доктор біологічних наук, провідний науковий співробітник Інституту медицини праці Академії медичних наук України |
| за цикл наукових праць «Розробка та впровадження екологічно безпечних технологій боротьби з бур'янами»                                                                                           | Іващенко Олександр Олексійович                                                                                           | доктор сільськогосподарських наук, перший заступник директора Інституту цукрових буряків |
| за роботу «Ресурсозберігаючі технології отримання конвертерної сталі та утилізації відходів металургійного виробництва»                                                                          | Тарасевич Микола Іванович                                                                                                | доктор технічних наук, завідувач відділу Фізико-технологічного інституту металів та сплавів НАН України |
| за роботу «Ресурсозберігаючі технології отримання конвертерної сталі та утилізації відходів металургійного виробництва»                                                                          | Мельник Сергій Григорович                                                                                                | доктор технічних наук, старший науковий співробітник Фізико-технологічного інституту металів та сплавів НАН України |
| за роботу «Ресурсозберігаючі технології отримання конвертерної сталі та утилізації відходів металургійного виробництва»                                                                          | Олабін Володимир Михайлович                                                                                              | кандидат технічних наук, провідний науковий співробітник Інституту газу НАН України |
| за роботу «Ресурсозберігаючі технології отримання конвертерної сталі та утилізації відходів металургійного виробництва»                                                                          | Шатоха Володимир Іванович                                                                                                | доктор технічних наук, проректор Національної металургійної академії України |
| за роботу «Ресурсозберігаючі технології отримання конвертерної сталі та утилізації відходів металургійного виробництва»                                                                          | Пінчук Софія Йосипівна                                                                                                   | доктор технічних наук, завідувач кафедри Національної металургійної академії України |
| за роботу «Ресурсозберігаючі технології отримання конвертерної сталі та утилізації відходів металургійного виробництва»                                                                          | Сталінський Дмитро Віталійович                                                                                           | доктор технічних наук, генеральний директор Українського державного науково-технічного центру «Енергосталь» |
| за роботу «Моніторинг та діагностування електроенергетичних об'єктів та систем України на базі комплексів „Регіна“                                                                               | Буткевич Олександр Федотович                                                                                             | доктор технічних наук, головний науковий співробітник Інституту електродинаміки НАН України |
| за роботу «Моніторинг та діагностування електроенергетичних об'єктів та систем України на базі комплексів „Регіна“                                                                               | Тутик Володимир Львович                                                                                                  | кандидат технічних наук, старший науковий співробітник Інституту електродинаміки НАН України |
| за роботу «Моніторинг та діагностування електроенергетичних об'єктів та систем України на базі комплексів „Регіна“                                                                               | Дячук Сергій Якович | провідний інженер Інституту електродинаміки НАН України |
| за роботу «Моніторинг та діагностування електроенергетичних об'єктів та систем України на базі комплексів „Регіна“                                                                               | Сорочинський Валерій Володимирович                                                                                       | провідний інженер Інституту електродинаміки НАН України |
| за роботу «Моніторинг та діагностування електроенергетичних об'єктів та систем України на базі комплексів „Регіна“                                                                               | Яндульський Олександр Станіславович                                                                                      | доктор технічних наук, декан Національного технічного університету України „Київський політехнічний інститут“ |
| за роботу «Моніторинг та діагностування електроенергетичних об'єктів та систем України на базі комплексів „Регіна“                                                                               | Стасюк Олександр Іонович                                                                                                 | доктор технічних наук, завідувач кафедри Державного економіко-технологічного університету транспорту |
| за цикл наукових праць „Теорія динамічних систем: сучасні методи та їх застосування“ | Шарковський Олександр Миколайович                                                                                        | академік Національної академії наук України, завідувач відділу Інституту математики НАН України |
| за цикл наукових праць „Теорія динамічних систем: сучасні методи та їх застосування“ | Чуєшов Ігор Дмитрович | член-кореспондент Національної академії наук України, завідувач кафедри Харківського національного університету імені В. Н. Каразіна |
| за цикл наукових праць „Теорія динамічних систем: сучасні методи та їх застосування“ | Коляда Сергій Федорович                                                                                                  | доктор фізико-математичних наук, провідний науковий співробітник Інституту математики НАН України |
| за цикл наукових праць „Теорія динамічних систем: сучасні методи та їх застосування“ | Романенко Олена Юріївна                                                                                                  | доктор фізико-математичних наук, провідний науковий співробітник Інституту математики НАН України |
| за цикл наукових праць „Теорія динамічних систем: сучасні методи та їх застосування“ | Майстренко Юрій Леонідович                                                                                               | кандидат фізико-математичних наук, старший науковий співробітник Інституту математики НАН України |
| за цикл наукових праць „Теорія динамічних систем: сучасні методи та їх застосування“ | Теплінський Олексій Юрійович                                                                                             | кандидат фізико-математичних наук, старший науковий співробітник Інституту математики НАН України |
| за цикл наукових праць „Теорія динамічних систем: сучасні методи та їх застосування“ | Федоренко Володимир Васильович                                                                                           | кандидат фізико-математичних наук, старший науковий співробітник Інституту математики НАН України |
| за цикл наукових праць „Теорія динамічних систем: сучасні методи та їх застосування“ | Безуглий Сергій Іванович                                                                                                 | доктор фізико-математичних наук, провідний науковий співробітник Фізико-технічного інституту низьких температур імені Б. І. Вєркіна НАН України |
| за цикл наукових праць „Теорія динамічних систем: сучасні методи та їх застосування“ | Даниленко Олександр Іванович                                                                                             | доктор фізико-математичних наук, старший науковий співробітник Фізико-технічного інституту низьких температур імені Б. І. Вєркіна НАН України |
| за цикл наукових праць „Теорія динамічних систем: сучасні методи та їх застосування“ | Коробов Валерій Іванович                                                                                                 | доктор фізико-математичних наук, завідувач кафедри Харківського національного університету імені В. Н. Каразіна; |
| за створення та впровадження комплексу обладнання для живлення, управління й захисту технологічних систем гірничих виробництв                                                                    | Випанасенко Станіслав Іванович                                                                                           | доктор технічних наук, професор Національного гірничого університету |
| за створення та впровадження комплексу обладнання для живлення, управління й захисту технологічних систем гірничих виробництв                                                                    | Соболєв Валерій Вікторович                                                                                               | доктор технічних наук, професор Національного гірничого університету |
| за створення та впровадження комплексу обладнання для живлення, управління й захисту технологічних систем гірничих виробництв                                                                    | Шкрабець Федір Павлович                                                                                                  | доктор технічних наук, завідувач кафедри Національного гірничого університету |
| за створення та впровадження комплексу обладнання для живлення, управління й захисту технологічних систем гірничих виробництв                                                                    | Вареник Євген Олександрович                                                                                              | кандидат технічних наук, директор [[Український науково-дослідний, проектно-конструкторський та технологічний інститут вибухозахищеного та рудникового електрообладнання з дослідно-експериментальним виробництвом\|Українського науково-дослідного, проектно-конструкторського та технологічного інституту вибухозахищеного та рудникового електрообладнання з дослідно-експериментальним виробництвом]] |
| за створення та впровадження комплексу обладнання для живлення, управління й захисту технологічних систем гірничих виробництв                                                                    | Савицький Володимир Миколайович                                                                                          | кандидат технічних наук, заступник директора Українського науково-дослідного, проектно-конструкторського та технологічного інституту вибухозахищеного та рудникового електрообладнання з дослідно-експериментальним виробництвом |
| за створення та впровадження комплексу обладнання для живлення, управління й захисту технологічних систем гірничих виробництв                                                                    | Омельченко Олександр Миколайович                                                                                         | перший заступник директора Українського науково-дослідного, проектно-конструкторського та технологічного інституту вибухозахищеного та рудникового електрообладнання з дослідно-експериментальним виробництвом |
| за створення та впровадження комплексу обладнання для живлення, управління й захисту технологічних систем гірничих виробництв                                                                    | Чернов Ігор Якович | кандидат технічних наук, завідувач відділу Українського науково-дослідного, проектно-конструкторського та технологічного інституту вибухозахищеного та рудникового електрообладнання з дослідно-експериментальним виробництвом |
| за створення та впровадження комплексу обладнання для живлення, управління й захисту технологічних систем гірничих виробництв                                                                    | Дзюбан Віталій Серафімович                                                                                               | доктор технічних наук, перший заступник директора дирекції стратегії поставок електротехнічної продукції закритого акціонерного товариства „Донецьксталь“ — металургійний завод»; |
| за роботу «Новий клас біологічно активних ліпідів — N-ацилетаноламіни (відкриття, вивчення та практика застосування)»                                                                            | Костерін Сергій Олексійович                                                                                              | член-кореспондент Національної академії наук України, заступник директора Інституту біохімії імені О. В. Палладіна НАН України |
| за роботу «Новий клас біологічно активних ліпідів — N-ацилетаноламіни (відкриття, вивчення та практика застосування)»                                                                            | Гула Надія Максимівна | член-кореспондент Національної академії наук України, завідувач відділу Інституту біохімії імені О. В. Палладіна НАН України |
| за роботу «Новий клас біологічно активних ліпідів — N-ацилетаноламіни (відкриття, вивчення та практика застосування)»                                                                            | Клімашевський Віталій Мар'янович                                                                                         | кандидат біологічних наук, старший науковий співробітник Інституту біохімії імені О. В. Палладіна НАН України |
| за роботу «Новий клас біологічно активних ліпідів — N-ацилетаноламіни (відкриття, вивчення та практика застосування)»                                                                            | Горідько Тетяна Миколаївна                                                                                               | кандидат біологічних наук, науковий співробітник Інституту біохімії імені О. В. Палладіна НАН України |
| за роботу «Новий клас біологічно активних ліпідів — N-ацилетаноламіни (відкриття, вивчення та практика застосування)»                                                                            | Косякова Галина Василівна                                                                                                | кандидат біологічних наук, науковий співробітник Інституту біохімії імені О. В. Палладіна НАН України |
| за роботу «Новий клас біологічно активних ліпідів — N-ацилетаноламіни (відкриття, вивчення та практика застосування)»                                                                            | Бердишев Андрій Геннадійович                                                                                             | молодший науковий співробітник Інституту біохімії імені О. В. Палладіна НАН України |
| за роботу «Новий клас біологічно активних ліпідів — N-ацилетаноламіни (відкриття, вивчення та практика застосування)»                                                                            | Чумак Анатолій Андрійович                                                                                                | доктор медичних наук, завідувач лабораторії державної установи «Науковий центр радіаційної медицини» |
| за роботу «Новий клас біологічно активних ліпідів — N-ацилетаноламіни (відкриття, вивчення та практика застосування)»                                                                            | Маргітич Віктор Михайлович                                                                                               | доктор медичних наук, медичний директор відкритого акціонерного товариства «Фармак»; |
| за роботу «Новітні медичні технології діагностики та лікування постраждалих з множинними, поєднаними та поліструктурними пошкодженнями»                                                          | Івченко Валерій Костянтинович                                                                                            | доктор медичних наук, ректор Луганського державного медичного університету |
| за роботу «Новітні медичні технології діагностики та лікування постраждалих з множинними, поєднаними та поліструктурними пошкодженнями»                                                          | Лісовий Володимир Миколайович                                                                                            | доктор медичних наук, ректор Харківського національного медичного університету |
| за роботу «Новітні медичні технології діагностики та лікування постраждалих з множинними, поєднаними та поліструктурними пошкодженнями»                                                          | Істомін Андрій Георгійович                                                                                               | доктор медичних наук, завідувач кафедри Харківського національного медичного університету |
| за роботу «Новітні медичні технології діагностики та лікування постраждалих з множинними, поєднаними та поліструктурними пошкодженнями»                                                          | Борзих Олександр Володимирович                                                                                           | доктор медичних наук, професор Донецького національного медичного університету імені М. Горького |
| за роботу «Новітні медичні технології діагностики та лікування постраждалих з множинними, поєднаними та поліструктурними пошкодженнями»                                                          | Лобанов Григорій Вікторович                                                                                              | доктор медичних наук, професор Донецького національного медичного університету імені М. Горького |
| за роботу «Новітні медичні технології діагностики та лікування постраждалих з множинними, поєднаними та поліструктурними пошкодженнями»                                                          | Возіанов Сергій Олександрович                                                                                            | доктор медичних наук, завідувач відділу державної установи «Інститут урології Академії медичних наук України» |
| за роботу «Новітні медичні технології діагностики та лікування постраждалих з множинними, поєднаними та поліструктурними пошкодженнями»                                                          | Страфун Сергій Семенович                                                                                                 | доктор медичних наук, заступник директора державної установи «Інститут травматології та ортопедії Академії медичних наук України» |
| за роботу «Новітні медичні технології діагностики та лікування постраждалих з множинними, поєднаними та поліструктурними пошкодженнями»                                                          | Курінний Ігор Миколайович                                                                                                | доктор медичних наук, провідний науковий співробітник державної установи «Інститут травматології та ортопедії Академії медичних наук України» |
| за роботу «Новітні медичні технології діагностики та лікування постраждалих з множинними, поєднаними та поліструктурними пошкодженнями»                                                          | Гур'єв Сергій Омелянович                                                                                                 | доктор медичних наук, заступник директора Українського науково-практичного центру екстреної медичної допомоги та медицини катастроф |
| за роботу «Будівництво та реконструкція залізничної мережі України для збільшення пропускної спроможності та запровадження швидкісного руху поїздів»                                             | Швець Юрій Васильович | завідувач групи Інституту електрозварювання імені Є. О. Патона НАН України |
| за роботу «Будівництво та реконструкція залізничної мережі України для збільшення пропускної спроможності та запровадження швидкісного руху поїздів»                                             | Мазур Олександр Анатолійович                                                                                             | кандидат економічних наук, директор товариства з обмеженою відповідальністю "Технологічний парк «Інститут електрозварювання імені Є. О. Патона» |
| за роботу «Будівництво та реконструкція залізничної мережі України для збільшення пропускної спроможності та запровадження швидкісного руху поїздів»                                             | Даніленко Едуард Іванович                                                                                                | доктор технічних наук, професор Державного економіко-технологічного університету транспорту |
| за роботу «Створення авіаційних та навчально-тренувальних комплексів на базі багатофункціональних радіоелектронних систем»                                                                       | Кісельов Володимир Костянтинович                                                                                         | доктор фізико-математичних наук, завідувач відділу Інституту радіофізики та електроніки імені О. Я. Усикова НАН України |
| за роботу «Створення авіаційних та навчально-тренувальних комплексів на базі багатофункціональних радіоелектронних систем»                                                                       | Хлопов Григорій Іванович                                                                                                 | доктор технічних наук, завідувач відділу Інституту радіофізики та електроніки імені О. Я. Усикова НАН України |
| за роботу «Створення авіаційних та навчально-тренувальних комплексів на базі багатофункціональних радіоелектронних систем»                                                                       | Зубков Анатолій Миколайович                                                                                              | доктор технічних наук, провідний науковий співробітник Наукового центру Сухопутних військ Академії Сухопутних військ імені гетьмана Петра Сагайдачного |
| за роботу «Створення авіаційних та навчально-тренувальних комплексів на базі багатофункціональних радіоелектронних систем»                                                                       | Рудик Василь Іванович | начальник лабораторії державного підприємства "Науково-дослідний інститут «Оріон» |
| за роботу «Створення авіаційних та навчально-тренувальних комплексів на базі багатофункціональних радіоелектронних систем»                                                                       | Гученко Микола Іванович                                                                                                  | доктор технічних наук, старший науковий співробітник товариства з обмеженою відповідальністю "Науково-виробниче об'єднання «Авіа» |
| за роботу «Створення авіаційних та навчально-тренувальних комплексів на базі багатофункціональних радіоелектронних систем»                                                                       | Ковальов Євген Дмитрович                                                                                                 | кандидат технічних наук, старший науковий співробітник товариства з обмеженою відповідальністю "Науково-виробниче об'єднання «Авіа» |
| за роботу «Створення авіаційних та навчально-тренувальних комплексів на базі багатофункціональних радіоелектронних систем»                                                                       | Удовенко Володимир Олексійович                                                                                           | кандидат технічних наук, старший науковий співробітник товариства з обмеженою відповідальністю "Науково-виробниче об'єднання «Авіа» |
| за роботу «Створення авіаційних та навчально-тренувальних комплексів на базі багатофункціональних радіоелектронних систем»                                                                       | Моцар Петро Іванович | заступник директора товариства з обмеженою відповідальністю "Науково-виробниче об'єднання «Авіа» |
| за роботу «Створення авіаційних та навчально-тренувальних комплексів на базі багатофункціональних радіоелектронних систем»                                                                       | Матюха Володимир Михайлович                                                                                              | провідний інженеру-програміст товариства з обмеженою відповідальністю "Науково-виробниче об'єднання «Авіа» |
| за роботу «Створення авіаційних та навчально-тренувальних комплексів на базі багатофункціональних радіоелектронних систем»                                                                       | Моцар Анатолій Іванович (посмертно)                                                                                      | |
| за роботу «Створення енергоефективного комплексу добування та використання шахтного газу метану»                                                                                                 | | |
| Лукінов В'ячеслав Володимирович | доктор геолого-мінералогічних наук, заступник директора Інституту геотехнічної механіки імені М. С. Полякова НАН України | |
| Перепелиця Валентин Григорович | доктор технічних наук, завідувач відділу Інституту геотехнічної механіки імені М. С. Полякова НАН України                | |
| Чемерис Ігор Федорович | кандидат технічних наук, завідувач відділу Інституту геотехнічної механіки імені М. С. Полякова НАН України              | |
| Радзівілл Анатолій Якович | доктор геолого-мінералогічних наук, старший науковий співробітник Інституту геологічних наук НАН України                 | |
| Кісіль Ігор Степанович | доктор технічних наук, завідувач кафедри Івано-Франківського національного технічного університету нафти і газу          | |
| Павлов Станіслав Дмитрович | кандидат геолого-мінералогічних наук, заступник директора Українського науково-дослідного інституту природних газів      | |
| Бокій Борис Всеволодович | доктор технічних наук, заступник генерального директора орендного підприємства «Шахта імені О. Ф. Засядька»              | |
| Єфремов Ігор Олексійович | кандидат технічних наук, директор шахти орендного підприємства «Шахта імені О. Ф. Засядька»;                             | |
| за роботу «Розвиток теоретичних основ, розробка та застосування поляриметричних методів і апаратури для дистанційного зондування об'єктів Сонячної системи наземними та аерокосмічними засобами» | Кисельов Микола Миколайович                                                                                              | доктор фізико-математичних наук, головний науковий співробітник Головної астрономічної обсерваторії НАН України |
| за роботу «Розвиток теоретичних основ, розробка та застосування поляриметричних методів і апаратури для дистанційного зондування об'єктів Сонячної системи наземними та аерокосмічними засобами» | Розенбуш Віра Калениківна                                                                                                | доктор фізико-математичних наук, провідний науковий співробітник Головної астрономічної обсерваторії НАН України |
| за роботу «Розвиток теоретичних основ, розробка та застосування поляриметричних методів і апаратури для дистанційного зондування об'єктів Сонячної системи наземними та аерокосмічними засобами» | Тишковець Віктор Павлович                                                                                                | доктор фізико-математичних наук, провідний науковий співробітник Радіоастрономічного інституту НАН України |
| за роботу «Розвиток теоретичних основ, розробка та застосування поляриметричних методів і апаратури для дистанційного зондування об'єктів Сонячної системи наземними та аерокосмічними засобами» | Бельська Ірина Миколаївна                                                                                                | доктор фізико-математичних наук, провідний науковий співробітник Харківського національного університету імені В. Н. Каразіна |
| за роботу «Розвиток теоретичних основ, розробка та застосування поляриметричних методів і апаратури для дистанційного зондування об'єктів Сонячної системи наземними та аерокосмічними засобами» | Лупішко Дмитро Федорович                                                                                                 | доктор фізико-математичних наук, провідний науковий співробітник Харківського національного університету імені В. Н. Каразіна |
| за роботу «Розвиток теоретичних основ, розробка та застосування поляриметричних методів і апаратури для дистанційного зондування об'єктів Сонячної системи наземними та аерокосмічними засобами» | Кайдаш Вадим Григорович                                                                                                  | кандидат фізико-математичних наук, провідний науковий співробітник Харківського національного університету імені В. Н. Каразіна |
| за роботу «Розвиток теоретичних основ, розробка та застосування поляриметричних методів і апаратури для дистанційного зондування об'єктів Сонячної системи наземними та аерокосмічними засобами» | Єфімов Юрій Сергійович                                                                                                   | кандидат фізико-математичних наук, провідний науковий співробітник Науково-дослідного інституту «Кримська астрофізична обсерваторія» |
| за роботу «Розвиток теоретичних основ, розробка та застосування поляриметричних методів і апаратури для дистанційного зондування об'єктів Сонячної системи наземними та аерокосмічними засобами» | Міщенко Михайло Іванович                                                                                                 | доктор фізико-математичних наук, головний науковий співробітник Годдардівського інституту космічних досліджень НАСА, США |
| за роботу «Розвиток теоретичних основ, розробка та застосування поляриметричних методів і апаратури для дистанційного зондування об'єктів Сонячної системи наземними та аерокосмічними засобами» | Шаховський Микола Михайлович (посмертно)                                                                                 | кандидат фізико-математичних наук |
| за роботу «Розвиток теоретичних основ, розробка та застосування поляриметричних методів і апаратури для дистанційного зондування об'єктів Сонячної системи наземними та аерокосмічними засобами» | Кучеров Віталій Анатолійович (посмертно)                                                                                 | кандидат фізико-математичних наук |
| за підручник "Хірургія"у 2 томах: - 1. Хірургія. Том 1.-Дніпро-VAL, 2006. — 443 с; - 2. Хірургія. Том 2.- Дніпро-VAL, 2007. — 627 с                                                              | Березницький Яков Соломонович                                                                                            | доктор медичних наук, завідувач кафедри Дніпропетровської державної медичної академії |
| за підручник "Хірургія"у 2 томах: - 1. Хірургія. Том 1.-Дніпро-VAL, 2006. — 443 с; - 2. Хірургія. Том 2.- Дніпро-VAL, 2007. — 627 с                                                              | Хапатько Георгій Юхимович                                                                                                | кандидат медичних наук, асистент кафедри Дніпропетровської державної медичної академії |
| за підручник "Хірургія"у 2 томах: - 1. Хірургія. Том 1.-Дніпро-VAL, 2006. — 443 с; - 2. Хірургія. Том 2.- Дніпро-VAL, 2007. — 627 с                                                              | Клименко Володимир Микитович                                                                                             | доктор медичних наук, завідувач кафедри Запорізького державного медичного університету |
| за підручник "Хірургія"у 2 томах: - 1. Хірургія. Том 1.-Дніпро-VAL, 2006. — 443 с; - 2. Хірургія. Том 2.- Дніпро-VAL, 2007. — 627 с                                                              | Шаповал Сергій Дмитрович                                                                                                 | доктор медичних наук, перший проректор Запорізької медичної академії післядипломної освіти |
| за підручник "Хірургія"у 2 томах: - 1. Хірургія. Том 1.-Дніпро-VAL, 2006. — 443 с; - 2. Хірургія. Том 2.- Дніпро-VAL, 2007. — 627 с                                                              | Шідловський Віктор Олександрович                                                                                         | доктор медичних наук, завідувач кафедри Тернопільського державного медичного університету імені І. Я. Горбачевського |
| за цикл наукових праць «Психологічні механізми зародження, становлення, здійснення особистості»                                                                                                  | Максименко Сергій Дмитрович                                                                                              | доктор психологічних наук, академіку-секретареві відділення психології, вікової фізіології та дефектології Національної академії педагогічних наук України |
| за цикл наукових праць «Психологічні механізми зародження, становлення, здійснення особистості»                                                                                                  | Клименко Віктор Васильович                                                                                               | доктор психологічних наук, професор Відкритого міжнародного університету розвитку людини «Україна» |